# Isidor Ekstam
Isidor Wilhelm Lambert Setterlind Ekstam, född den 23 juli 1896 i Hudiksvall, död den 26 november 1970 i Solna, var en svensk journalist och författare. Signatur: Ekis.

## Biografi
Eksam var verksam som skriftställare och redaktör. Han fick sin romandebut 1923 med folklivsskildringen Tigerfält, som fick mycket god kritik. Han skrev flera romaner med motiv från skärgården och medarbetade i pressen med noveller. Därutöver skrev han en mängd sagoberättelser och barnpjäser.   